# Thrombophilie

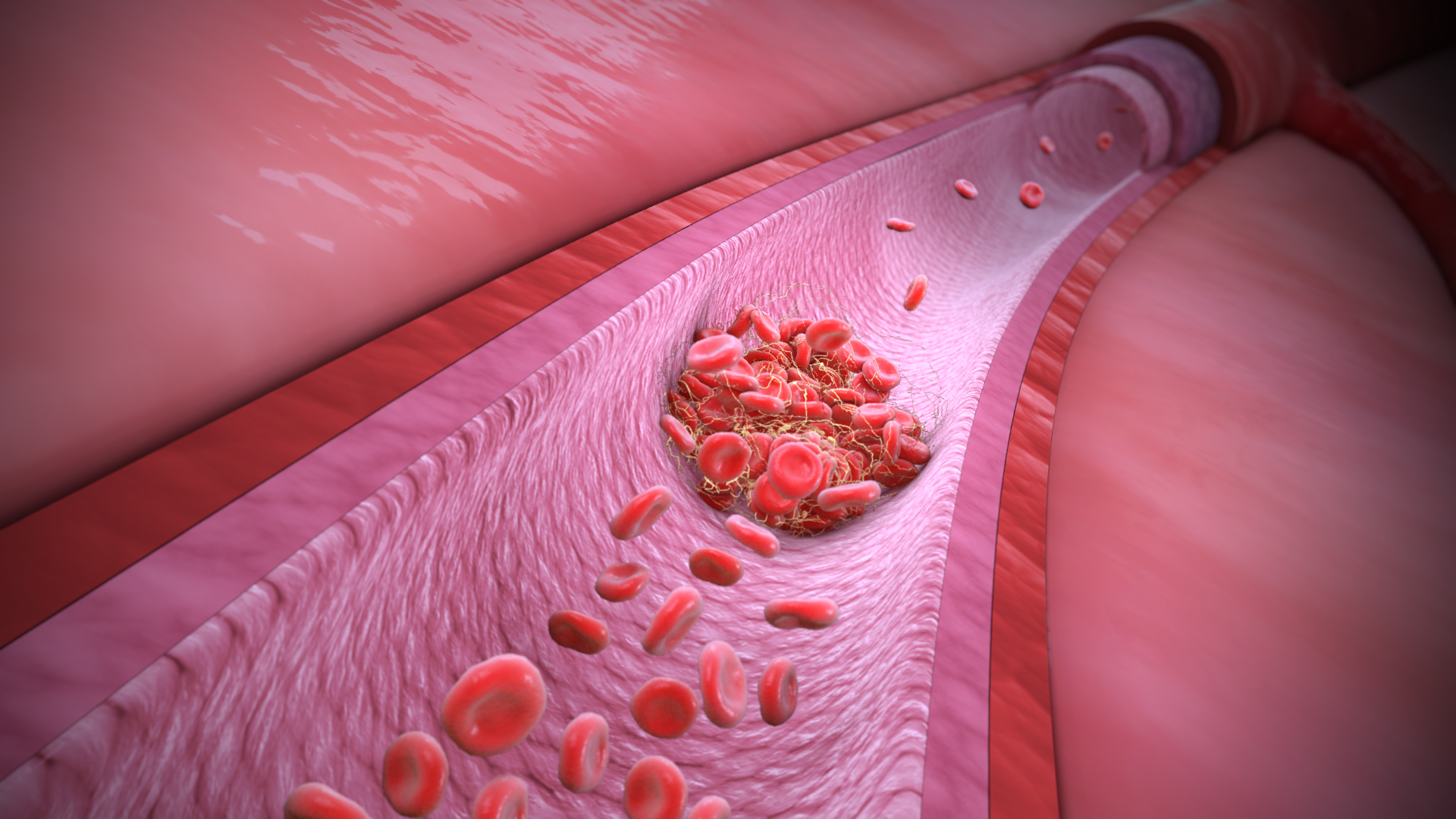
3D-Animation von Thrombophilie

Die Thrombophilie (altgriechisch thrombos ,Klumpen‘ und phileein ,lieben‘) oder Thromboseneigung bezeichnet die genetisch bedingte oder erworbene Neigung zur Bildung von Blutgerinnseln innerhalb von Blutgefäßen (Thrombose) oder von Embolien infolge veränderter Eigenschaften von Blutzellen, Blutplasma, Blutströmung und/oder Gefäßwänden.
Nachweisbar ist die Thrombophilie z. B. durch
- gesteigerte Thrombozyten- oder Erythrozytenaggregation (Verklumpungsneigung der Blutplättchen und roten Blutkörperchen),
- erhöhte Blutviskosität,
- Erhöhung gerinnungsfördernder oder Verminderung gerinnungshemmender Faktoren,
- Störungen der Fibrinolyse,
- rheologische Störungen mit arterieller Hyper- beziehungsweise venöser Hypozirkulation.

Auch lokale Veränderungen der Blutgefäße können zur Bildung von Thromben führen. Pathologische Veränderungen der Gefäßwand durch Arteriosklerose oder Entzündungen können zur Anlagerung und Verklumpung von Thrombozyten und so auch zum Gefäßverschluss führen. Die Störung der Blutströmung an Engstellen (Stenosen) verstärkt diese Neigung zur lokalen Thrombose. Der Begriff Thrombophilie bezeichnet aber eher eine allgemeine Neigung zur Gerinnselbildung, unabhängig von lokalen Faktoren.

## Einige Ursachen der Thrombophilie (erblich und/oder erworben)
- APC-Resistenz (Faktor-V-Leiden-Mutation, seltener Faktor-V-Cambridge)
- Prothrombinmutation G20210A (Faktor II)
- Protein-C-Mangel
- Protein-S-Mangel
- Antithrombin-Mangel
- Antiphospholipid-Antikörper
- Thrombotisch-thrombozytopenische Purpura
- Heparin-induzierte Thrombozytopenie Typ II
- Persistierend erhöhter Faktor VIIIc
- Mutationen am THBD-Gen
- Mastzellaktivierungssyndrom (MCAS)[1]